# Гіоргі Арабідзе
Гіо́ргі Арабі́дзе (груз. გიორგი არაბიძე; 4 березня 1998, Вані, Грузія) — грузинський футболіст, нападник клубу «Насьйонал» (Фуншал).

## Клубна кар'єра

### «Локомотив»
Вихованець тбіліського «Локомотива», у якому розпочав професіональну кар'єру у 2013 році. Усього за клуб із рідного міста провів 33 матчі й забив 21 м'яч у Лізі Пірвелі, 1 зустріч (у якій забив гол) у Кубку Грузії, а також зіграв у поєдинку плей-оф за право виходу до Вищої ліги.

### «Шахтар»
Улітку 2015 приєднався до «Шахтаря», в офіційну заявку якого потрапив тільки 13 жовтня. Через 2 дні, 15 жовтня, дебютував за молодіжну команду «гірників» до 21 року у виїзній грі проти київського «Динамо», а 18 жовтня вперше зіграв за юніорський склад у домашньому поєдинку проти харківського «Металіста». 21 жовтня відзначився першим голом за команду U-19 у виїзному матчі групового етапу Юнацької ліги УЄФА сезону 2015/16 проти «Мальме».
27 жовтня 2015 дебютував за основну команду «Шахтаря», вийшовши у стартовому складі в домашньому кубковому матчі проти «Тернополя» і ставши, таким чином, одним із наймолодших дебютантів донецького клубу в українській історії. 30 жовтня вперше зіграв у Прем'єр-лізі, вийшовши на заміну замість Фреда на 75-й хвилині виїзної зустрічі проти луганської «Зорі». Втім основним гравцем у донецькому клубі так і не став, зігравши загалом за «гірників» лише три гри у Прем'єр-лізі.
3 липня 2018 року підписав 4-річний контракт з португальським клубом «Насьйонал» (Фуншал).

## Збірна
Перший матч за збірну Грузії провів у команді U-16. Він став єдиним матчем Арабідзе в цій віковій категорії. У ньому Гіоргі відзначився голом. У 2014—2015 роках грав у збірній до 17 років. За 10 ігор забив 6 м'ячів. А з 2015 року виступає у збірній до 19 років.
У 2017 році, після того, як він став гравцем молодіжної збірної Грузії, Арабідзе дебютував у національній збірній в грі проти Сербії у кваліфікаційному матчі на чемпіонат світу 2018 року. Два дні потому він забив свій перший гол за команду в товариській грі проти Латвії (5:0).

## Досягнення

### Командні
«Локомотив»
- Срібний призер Ліги Пірвелі: 2014/15

 «Шахтар»
- Володар Кубка України: 2015/16

 «Торпедо»
- Володар Кубка Грузії: 2022
- Володар Суперкубка Грузії (1): 2024

## Стиль гри
Представник гравця Михайло Метревелі характеризує його так:

Арабідзе — унікальний гравець, якого називають «грузинським Мессі», а більш старші футболісти порівнюють його з Георге Хаджі. У нього прекрасна ліва нога, якою він може грати й на правому, і на лівому фланзі, а також під нападником.